# فلسفه یهودی
فلسفه یهودی از تبیین بنی‌اسرائیل از سرچشمه جهان هستی و صفات ذاتی و فاعلی خدا به گونه‌ای فلسفی نشأت می‌گیرد. از این‌رو، کتاب مقدس عبری که تنخ نامیده می‌شود؛ منبع بنیادینی‌است که فلسفه یهودی بر اساس آن استوار می‌گردد. خاخام‌ها در دوره تنائیم، که در فاصله قرن اول قبل از میلاد تا قرن دوم بعد از میلاد است، و خاخام‌های دوره امورائیم که، بین قرون دوم و ششم میلادی‌است، چنین بینشی را نسبت به خدا و ارتباط آن با کیهان به روشی مشابه ادامه دادند. این اندیشه‌ها موضوعاتی چون وحدت، علم مطلق، قدرت مطلق، خیرخواهی خدا، اسرائیل و رسالتی که در قبال امت‌ها دارد، مفهوم ماشیح و نجات، هدف و قلمرو شریعت و هلاخا را دربر می‌گیرد. علاوه بر تلمود، در میشنا و میدراش نیز توجه دانشمندان به بحث‌های الهیاتی و فلسفی در چهارچوب تفکر یهودی معطوف شد. علاوه بر این، کابالا و متون عرفانی یهودیت نیز مشتمل بر پژوهش‌های نظری پیچیده‌ای دربارهٔ سیر آفرینش و ذات خداوندی‌است.

## فلسفه یهودی قدیم

### فلسفه کتاب مقدس
بر اساس متون یهودی قرون وسطا و احادیث اسلامی، ابراهیم یکتاپرست بود که پیش از آن که به وی وحی شود، یکتا بودن خدا را دریافت. کتاب مزامیر داوود و امثال سلیمان و نیز کتاب ایوب از مهم‌ترین منبع‌های فلسفه یهودی هستند.

### فیلون اسکندرانی
فیلون اسکندرانی در مجموعه‌ای از آثارش تلاش کرد تا فلسفه یونانی و آموزه‌های دین یهود را با هم درآمیزد. او با استفاده از روش تأویل در کتاب مقدس، یهوه را با مقولات فلسفی یونان باستان تبیین کرد و دیدگاه‌های یهودیت نسبت به خدا، بشریت و جهان را بازسازی نمود.

### قرون وسطا
در دوره پیش از قرون وسطا، فیلون تلاش می‌کرد تا فلسفه یونانی و آموزه‌های یهود را باهم تلقیق کند؛ در قرون وسطا فلسفه یهودی بیشترین تأثیر را از فلسفه اسلامی و مشاجرات معتزله و اشاعره در کلام گرفت. از مهم‌ترین فلاسفه یهودی در این دوره ابن‌میمون، یوسف بصیر، سلیمان بن گبیرول، بحیه بن پقوده، یهودا هلوی، حسدای کرسکاس و یوسف آلبو بودند.

### قرون چهاردهم و پانزدهم
در آخرین سده‌ها، فلسفه یهودی پیوسته در معرض دگرگونی‌های چشمگیر بود که بیشتر به دلیل آزار و اذیت‌هایی است که جامعه یهود در قرن چهاردهم و پانزدهم میلادی دیدند. نخستین شخصی که برای توجیه تغییرات می‌گفت تفکر ارسطویی ایمان یهود را ویران ساخته، شخصی به نام شم طوو بن شم طوو بود. به نظر وی، فلسفه یهودی از نوشته‌های قدیم یونانیان خطرناک‌تر است.